# Керетрий
Керетрий (Cerethrius) е келтски  вожд в Тракия.
По времето на Галското нашествие на Балканите през 280 пр.н.е. той води един от трите отряда на келтската войска, която тръгва от Панония към Балканския полуостров заедно с другите предводители Брен и Болгий. 
Керетрий напада през 279 пр.н.е. със своите 20 000 войници траките и трибалите. 